# Australië op het Eurovisiesongfestival 2025
Australië neemt deel aan het Eurovisiesongfestival 2025 in Bazel, Zwitserland. Het is de 10de deelname van het land op het Eurovisiesongfestival. SBS is verantwoordelijk voor de Australische bijdrage voor de editie van 2025.

## Selectieprocedure
Op 25 februari 2025 kondigde SBS aan dat de kandidaat en het nummer voor Australië intern gekozen zou zijn. De keuze viel op de zanger Go-Jo met het nummer Milkshake Man. Het nummer werd geschreven door de leden van de band Sheppard.

## In Bazel
Australië opende de 2e halve finale, maar wist niet de finale te halen. Australië kreeg 41 punten en eindigde daarmee op de 11e plaats. 

#### Punten gegeven door Australië
| Score     | 2e halve finale |             | Finale      | Finale |
| Score     | Televoting      | Vakjury     | Televoting  |        |
| 12 punten | Israël          | Griekenland | Israël      |        |
| 10 punten | Finland         | Letland     | Finland     |        |
| 8 punten  | Malta           | Malta       | Zweden      |        |
| 7 punten  | Letland         | Oostenrijk  | Griekenland |        |
| 6 punten  | Denemarken      | Zweden      | Estland     |        |
| 5 punten  | Griekenland     | Polen       | Malta       |        |
| 4 punten  | Luxemburg       | Denemarken  | Albanië     |        |
| 3 punten  | Oostenrijk      | Estland     | Oostenrijk  |        |
| 2 punten  | Ierland         | Finland     | Letland     |        |
| 1 punt    | Litouwen        | Zwitserland | Polen       |        |

2015 · 2016 · 2017 · 2018 · 2019 · 2020 · 2021 · 2022 · 2023 · 2024 · 2025
Albanië · Armenië · Australië · Azerbeidzjan · België · Cyprus · Denemarken · Duitsland · Estland · Finland · Frankrijk · Georgië · Griekenland · Ierland · IJsland · Israël · Italië · Kroatië · Letland · Litouwen · Luxemburg · Malta · Montenegro · Nederland · Noorwegen · Oekraïne · Oostenrijk · Polen · Portugal · San Marino · Servië · Slovenië · Spanje · Tsjechië · Verenigd Koninkrijk · Zweden · Zwitserland